# Rodoszi Archeológiai Múzeum
A Rodoszi Archeológiai Múzeum Rodosz város világörökségi védettségű óvárosában, az ispotályos lovagok által emelt nagy kórház-épületben található, és Rodosz szigetének régészeti emlékeiből nyújt gazdag bemutatót.

## Az épület leírása
A Rodoszi Archeológiai Múzeum épületegyüttese az óváros Collachium nevű részének keleti szélén, a kikötő közelében található, a Múzeum tér és a Lovagok utcája sarkán. A maga korában új kórháznak is nevezett épület a lovagrend egyik legfontosabb intézményének adott otthont. A térre nyíló főbejárata felett, a kórházi kápolna apszisának kidomborodó külső oldalán két angyal tartja Antonio Fluvian de Riviere (1421-1437) nagymester címerét. Az épületet romos állapotából a 20. század első felében, a sziget feletti olasz uralom idején, majd a második világháború után újították fel.
Az épületegyüttes fő része a nagy központi udvar, amely körül két szintes szárnyak helyezkednek el. A bejárattal szemben látható egy hellenisztikus oroszlánszobor, bikafejjel a mancsai között; egy ókori rodoszi síremlék dísze. Az oroszlán, fejét felemelve, szembenéz a belépő látogatóval. A szobor előtt egy ókori keresztény bazilikából származó mozaikpadló maradványai láthatóak az 5. századból, a közeli Karpathosz szigetéről.
A főbejáraton áthaladva, balra található a széles főlépcső, amely az emeletre vezet. Az emelet keleti, a bejárat feletti részén van a fő kórházi csarnok, amelynek mennyezetét hét oszlop tartja. Annak idején a betegek ágyai voltak itt, jelenleg a lovagkorból származó sírkövek kiállítása van itt. Az udvar nyugati oldalán lévő nagyterem volt a kórházi dolgozók refektóriuma, ebédlője. Ez a rész ma kisebb termekre osztva tartalmazza az archaikus és a római kor leleteit.
A fő udvartól délre egy kisebb udvar található, aminek felső szintjén ókori szobrok és mozaikok láthatók. Itt is látható egy mozaik egy másik karpathoszi keresztény templomból, az Aya Anastasia bazilikából (i. sz. 6. század). Innen lehet eljutni a múzeum kertjébe, amit az olasz fennhatóság idején alakítottak ki a török kori kert maradványaiból, reneszánsz mintákat is felhasználva. Az itt található nyitott galéria fala különböző, Rodoszon talált padlómozaikok bemutató helye. A kertben van elhelyezve egy sor ottomán sírkő is.

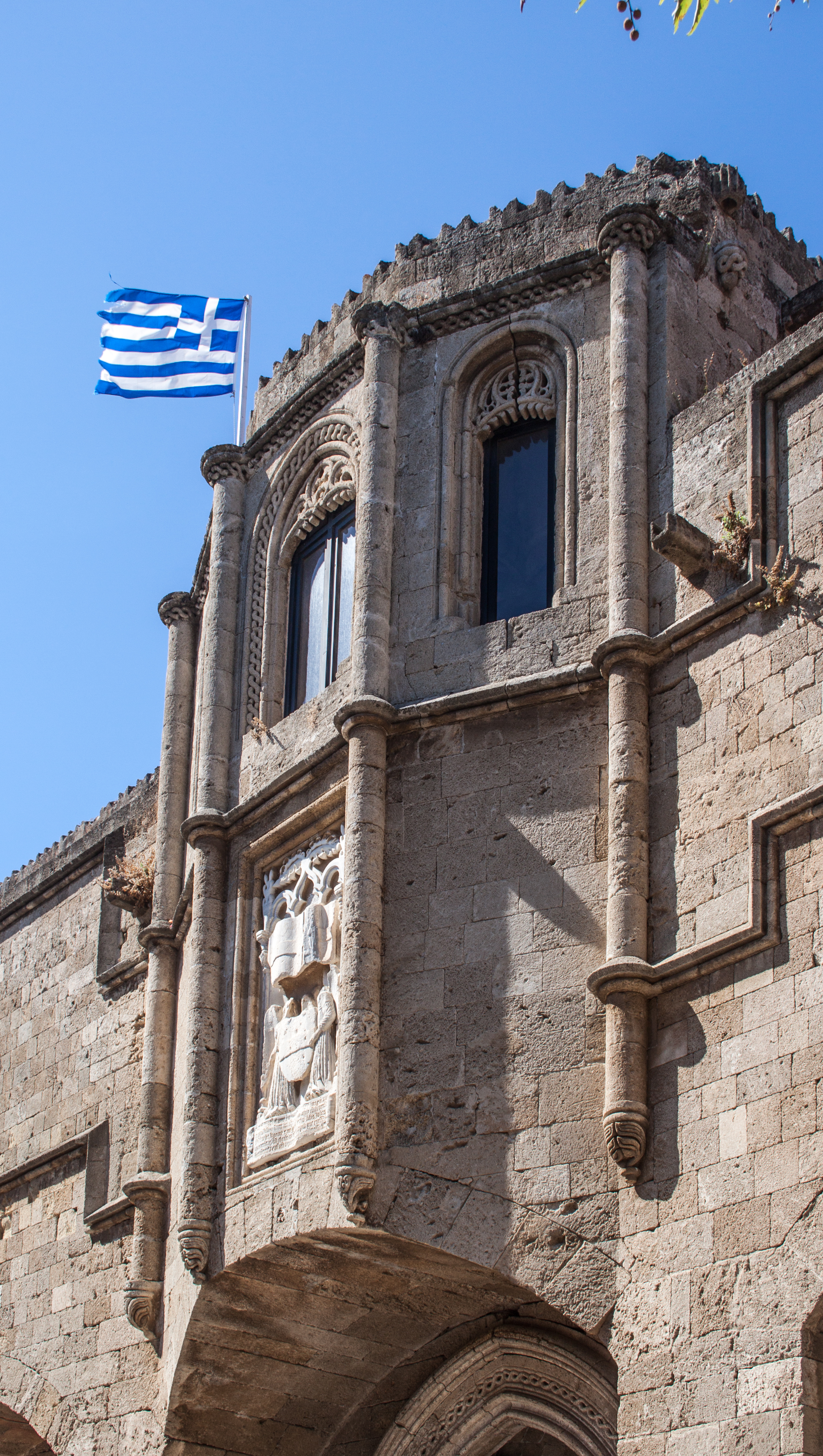
A főbejárat feletti címer a kápolna apszisának külső falán
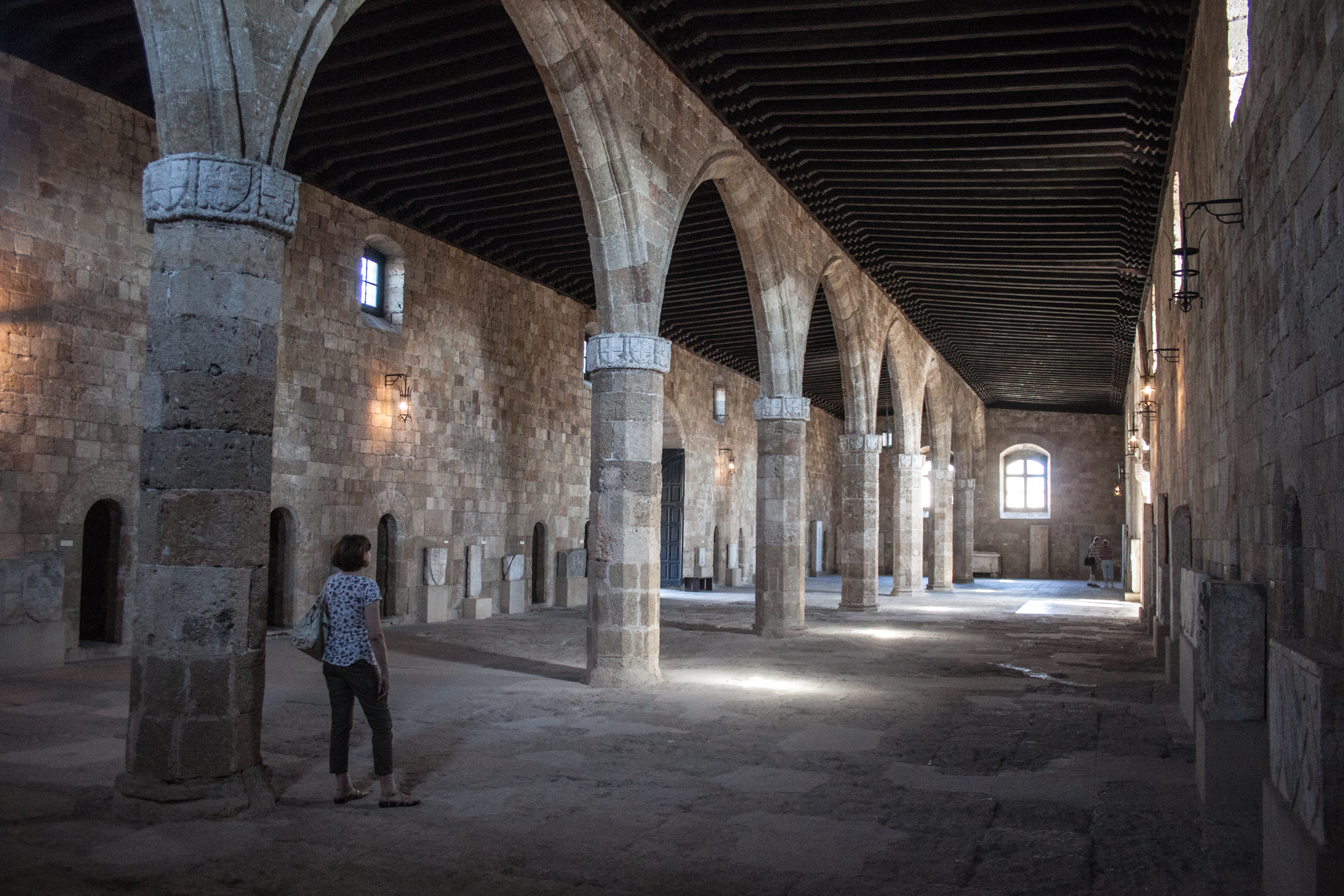
A nagy kórterem, a lovagkori kőemlékekkel
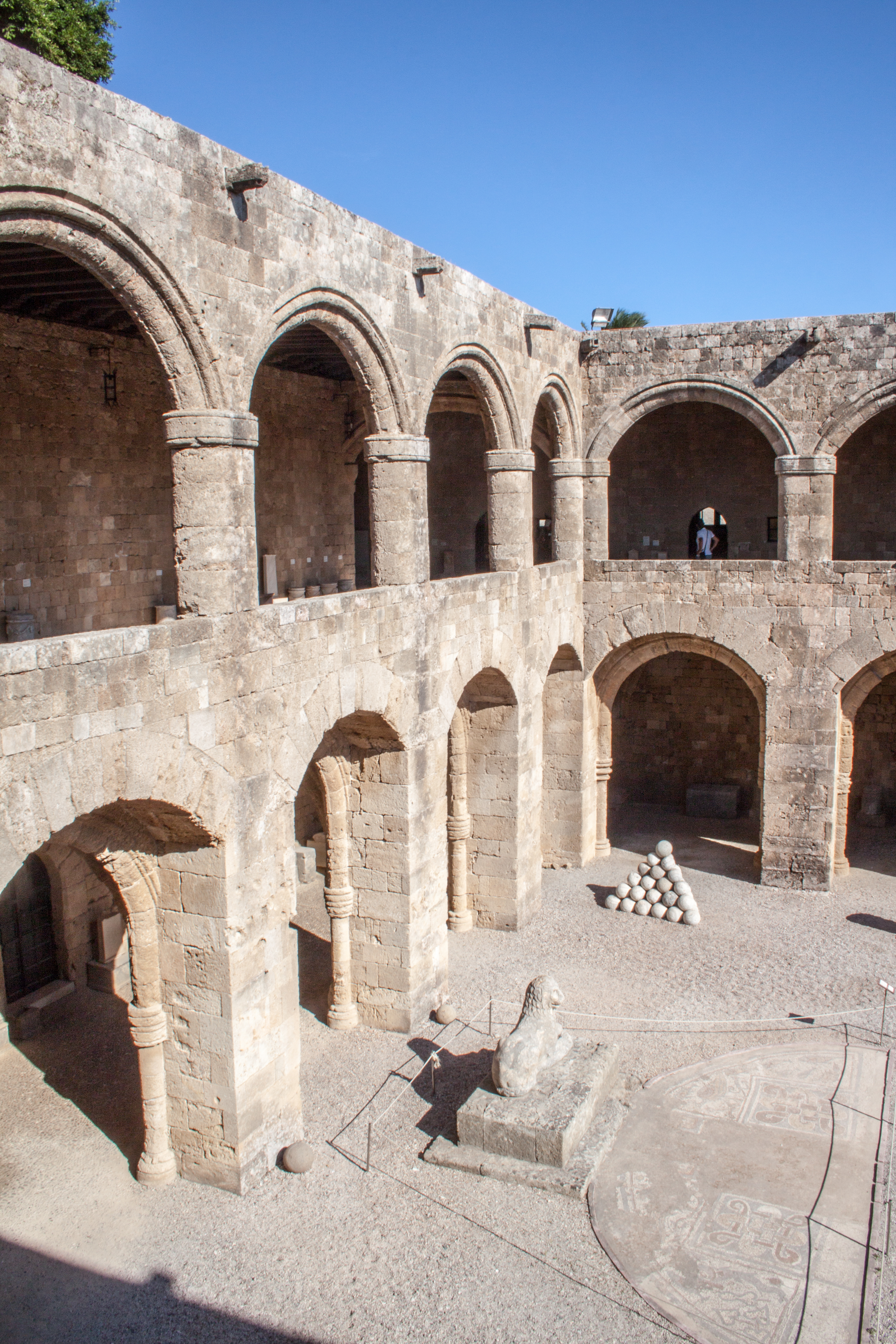
A fő udvar részlete a hellenisztikus oroszlánszoborral
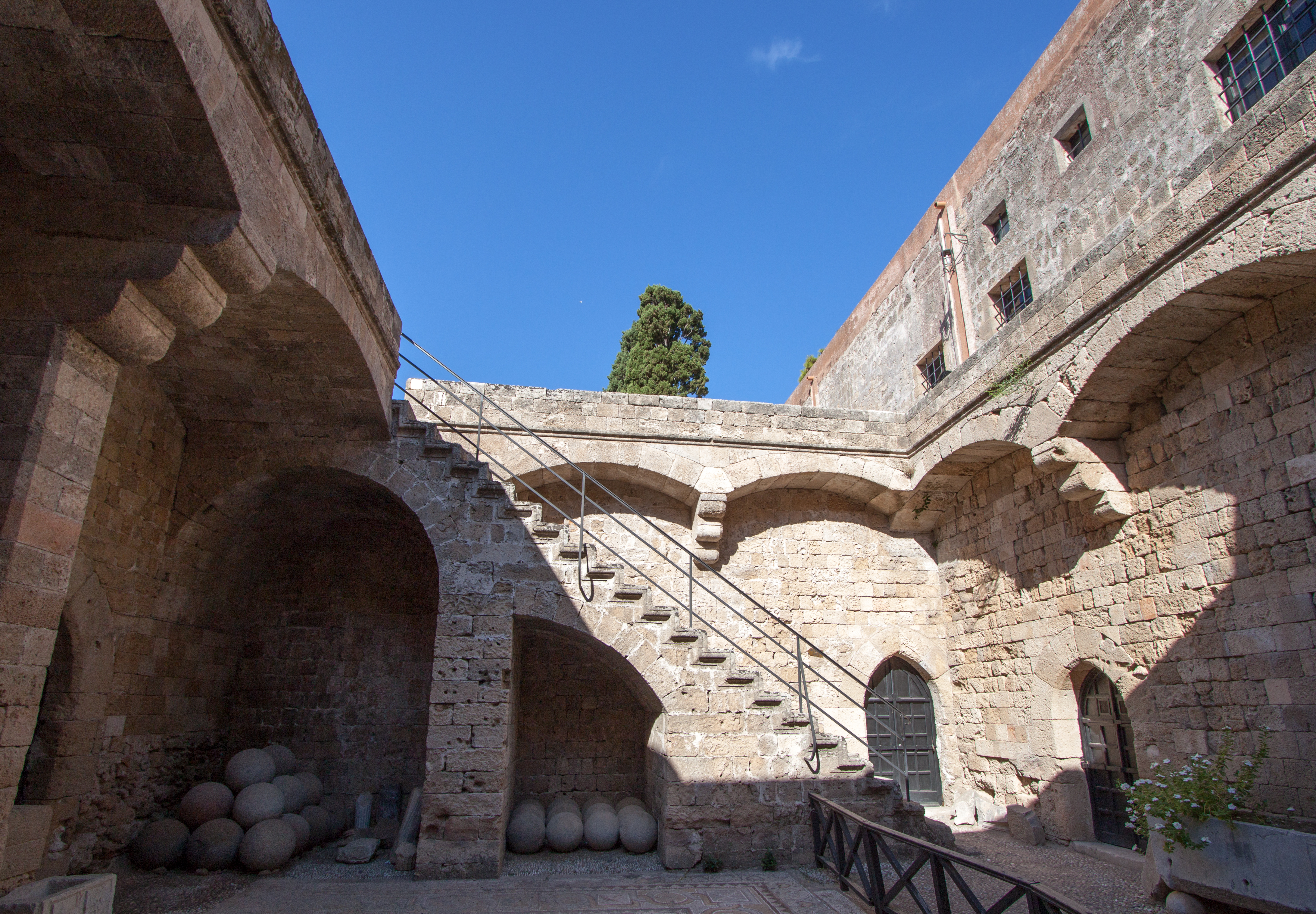
Feljárat a kisebb udvarból a felsőbb szintre
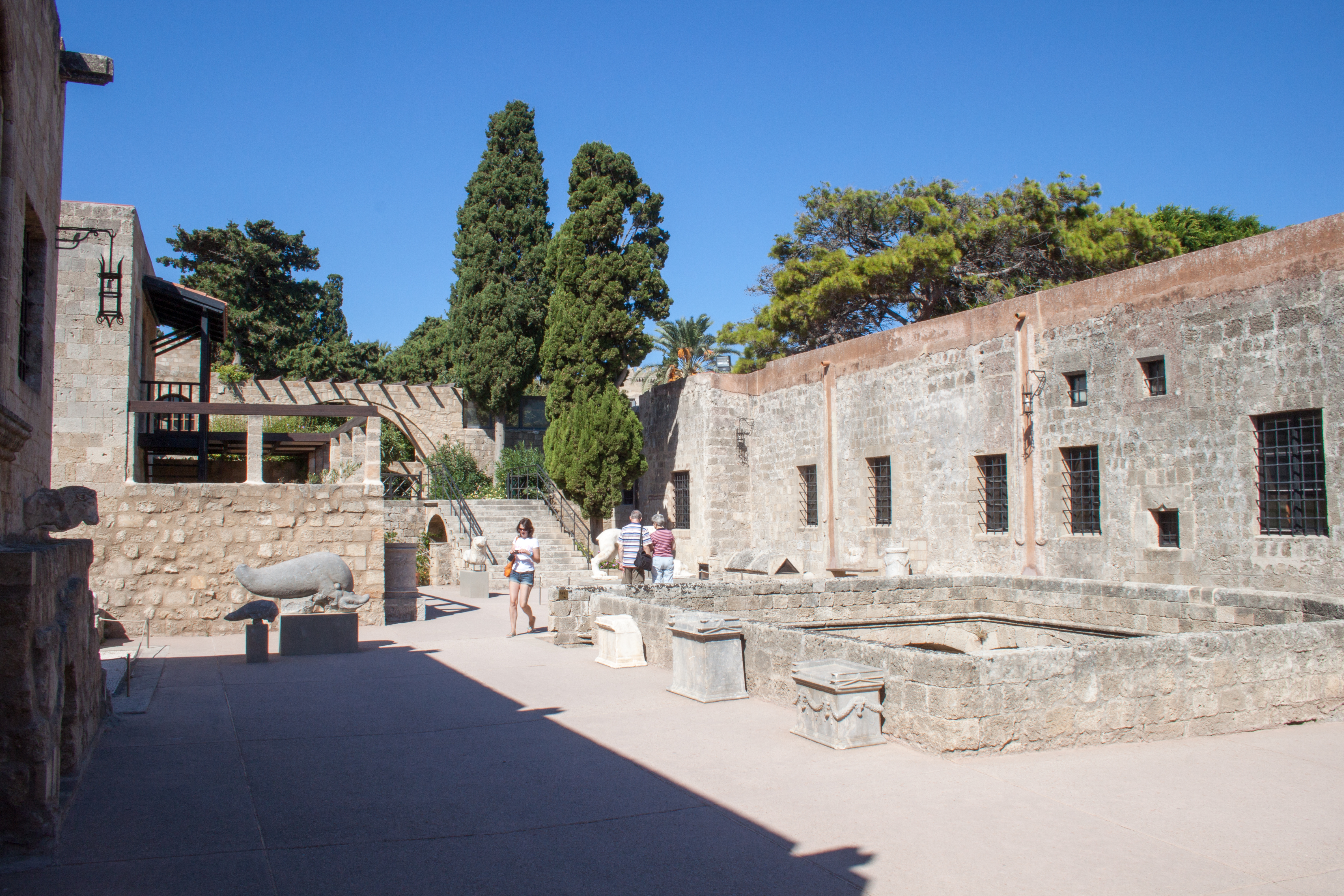
A kisebb udvar felső szintje, háttérben a kert
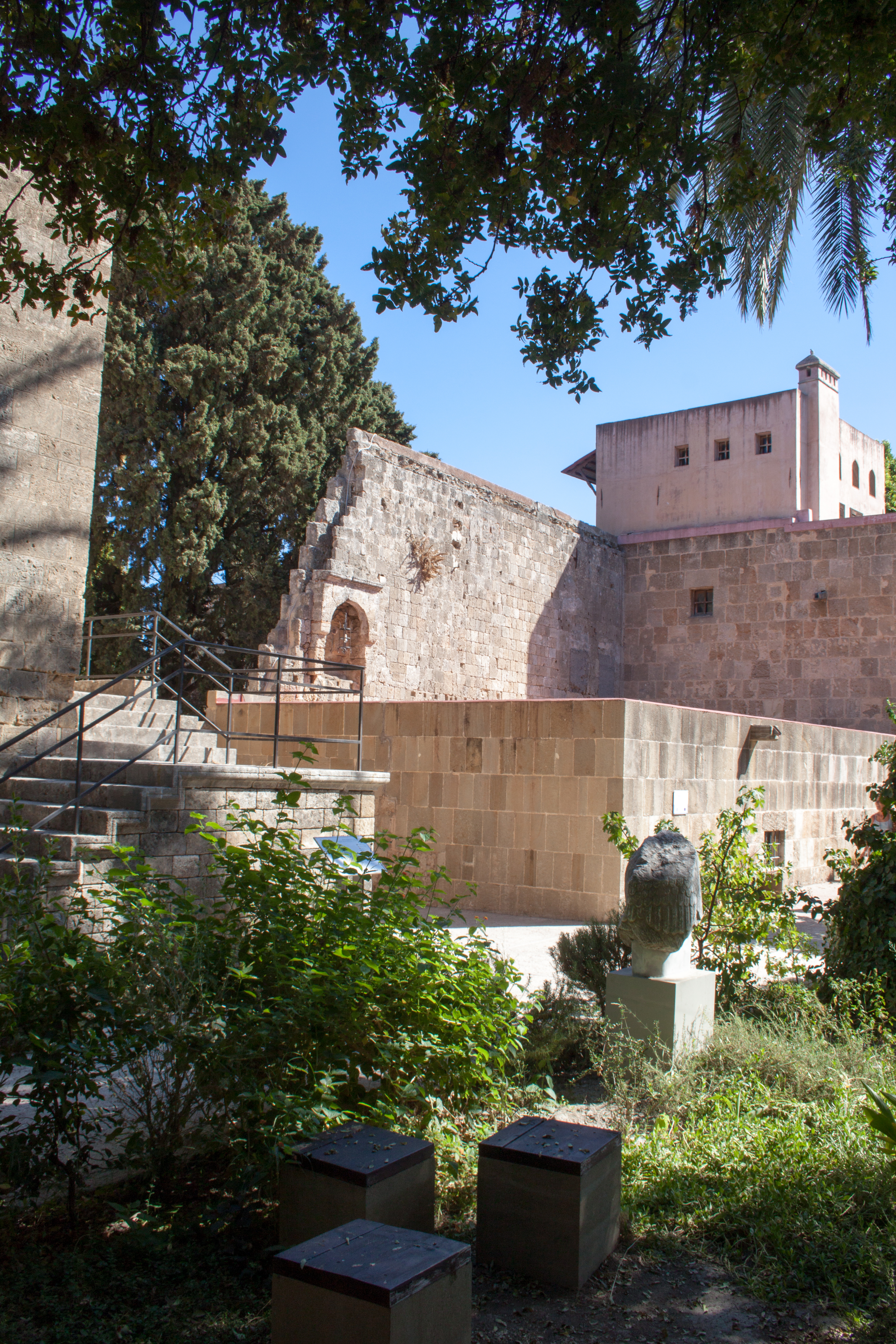
A múzeum kertjének részlete
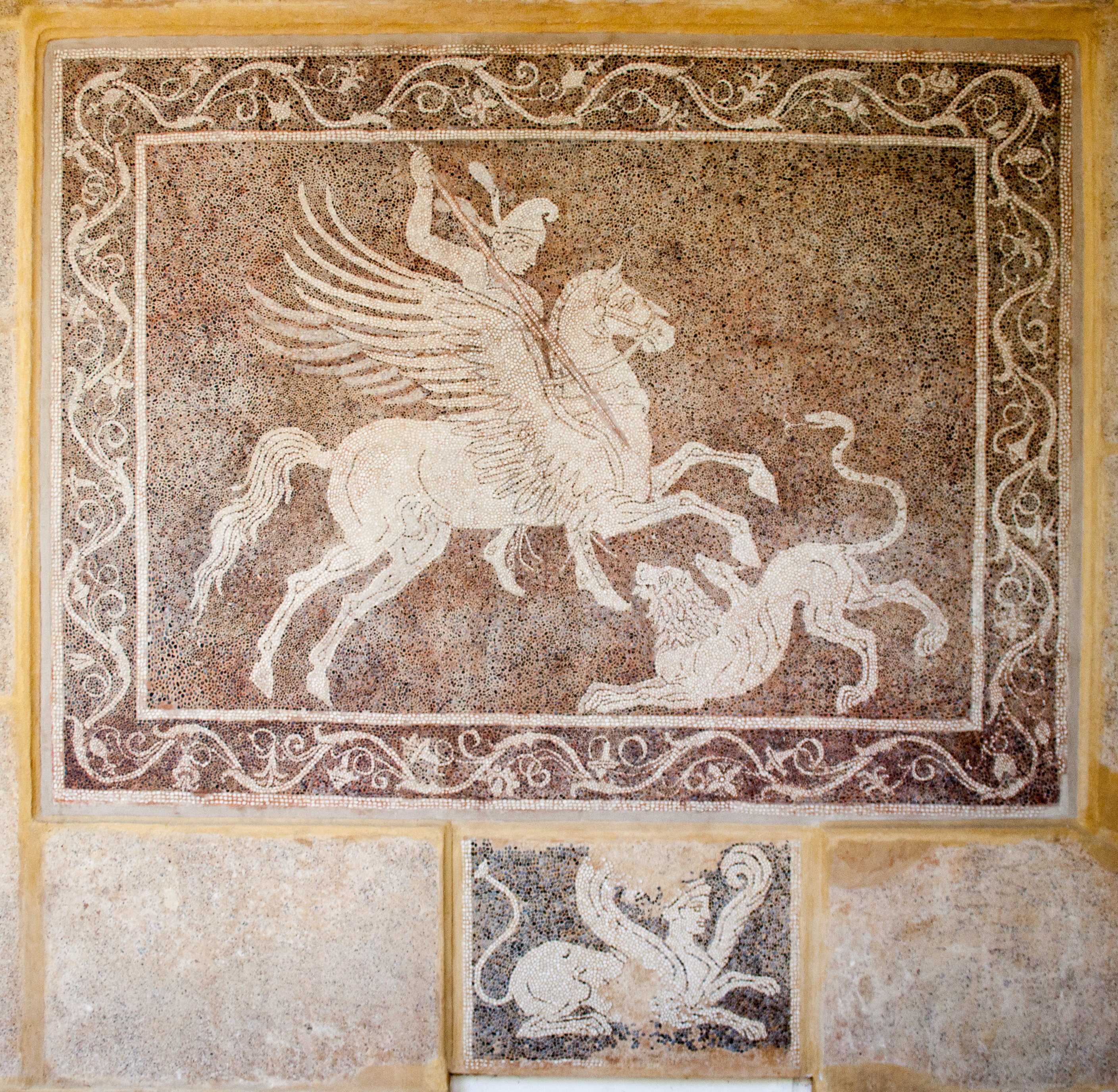
Mozaik a kert falán Bellerophontész és Kiméra alakjával
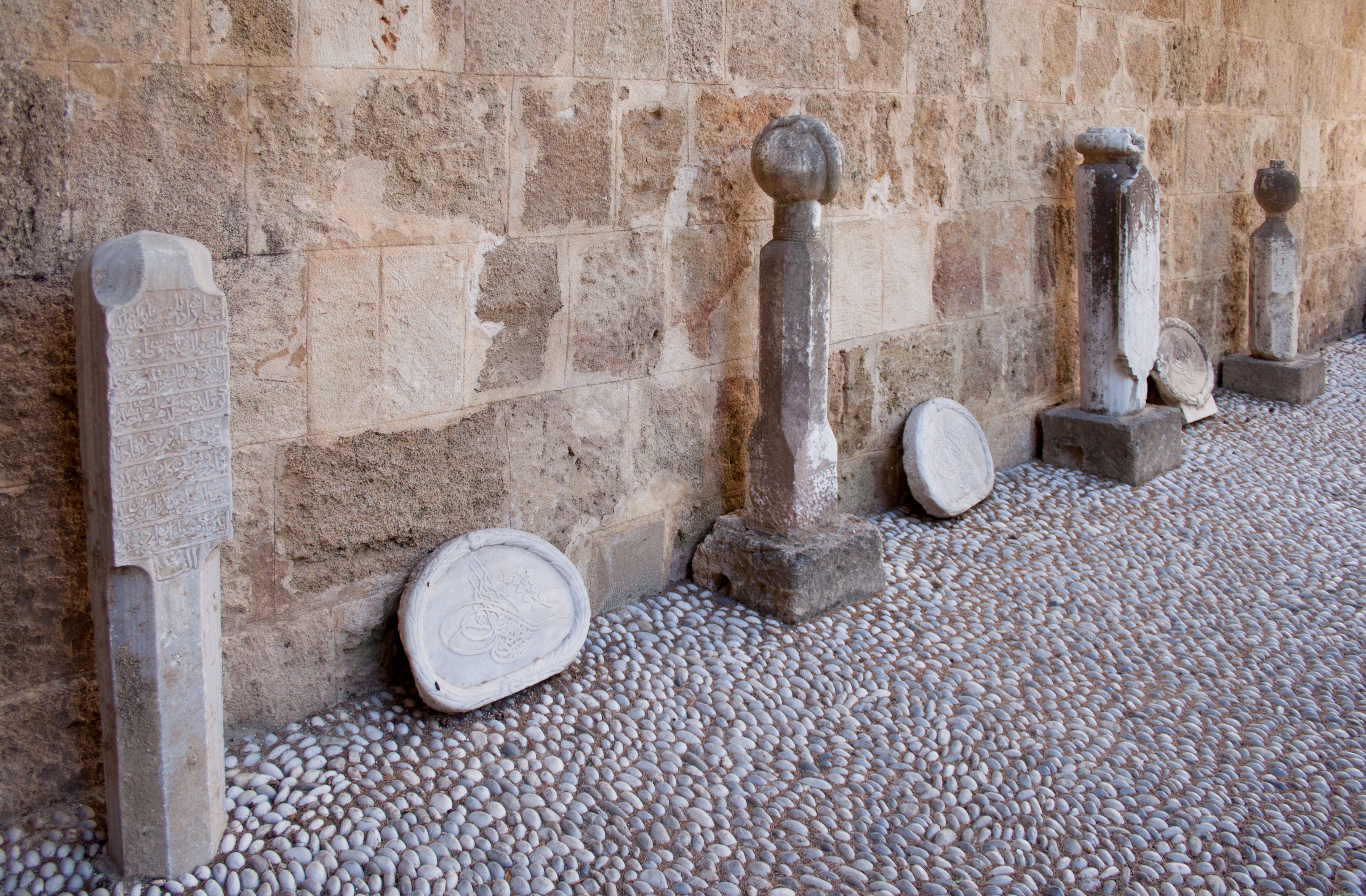
Ottomán sírkövek

## Története
A lovagrend, amelynek egyik ősi elnevezése Szent János Ispotályos rend, létezését a Jeruzsálemben 1070 körül a keresztény zarándokok számára alapított kórháztól származtatja. Rodoszon is fontos küldetésüknek tartották a kórház működtetését, és a 15. század első felében, új nagy, kórház építését kezdték el. Jean de Lastic (1437-1454) nagymester idején, 1440. július 15-én, Antonio Fluvian de Riviere (1421-1437) korábbi nagymester 10 000 aranyforintos végrendeleti adományának felhasználásával indult meg az építkezés. A kórház 1489-ben, Pierre d'Aubusson (1476-1503) nagymester idején készült el, de már 1485-től fogadott betegeket. Az építkezés végén Pierre Clouet lovag volt annak főfelügyelője.
Az épület földszintjén raktárak és az utcára nyíló nyolc üzlethelyiség volt, amelyet kívülállóknak adtak bérbe. A nagyteremben két sorban álltak a nagy, lefüggönyözött ágyak. A gyógyító munka fő irányítója a francia nyelvű lovagi közösség vezetője, a hospitaller volt. A doktorok naponta kétszer, reggel és este tartottak vizitet. A betegek mindegyikének személyes szolgája volt, aki a gyógyszerezésre is ügyelt. A gyógyítás ingyenes volt, de a páciensek adhattak kis adományokat a melléjük rendelt szolgáknak. Harci sérüléseket is gyógyítottak, és a kórház az amputálások esetében igazolást állított ki arról, hogy ezekre nem büntetés gyanánt került sor. A férfi és női betegeken kívül, akik nem voltak elkülönítve, a kórház talált gyermekeket és árvákat is gondozott. A doktorok fizetése évi 250 aranyforint, a sebészeké 120 aranyforint volt.
A török uralom idején az épület katonai raktár és kórház volt. 1836-ban II. Mahmud oszmán szultán az épület díszes gótikus kapuját a francia királynak ajándékozta, így az ma Versaillesban tekinthető meg. Az olasz uralom idején, 1912-től az épületet helyreállították, és a fő udvarhoz egy új lépcsőt is építettek. 1915-ben az épület múzeum lett és rendezték a kertet is.

## A múzeum gyűjteményei

### Szobrok

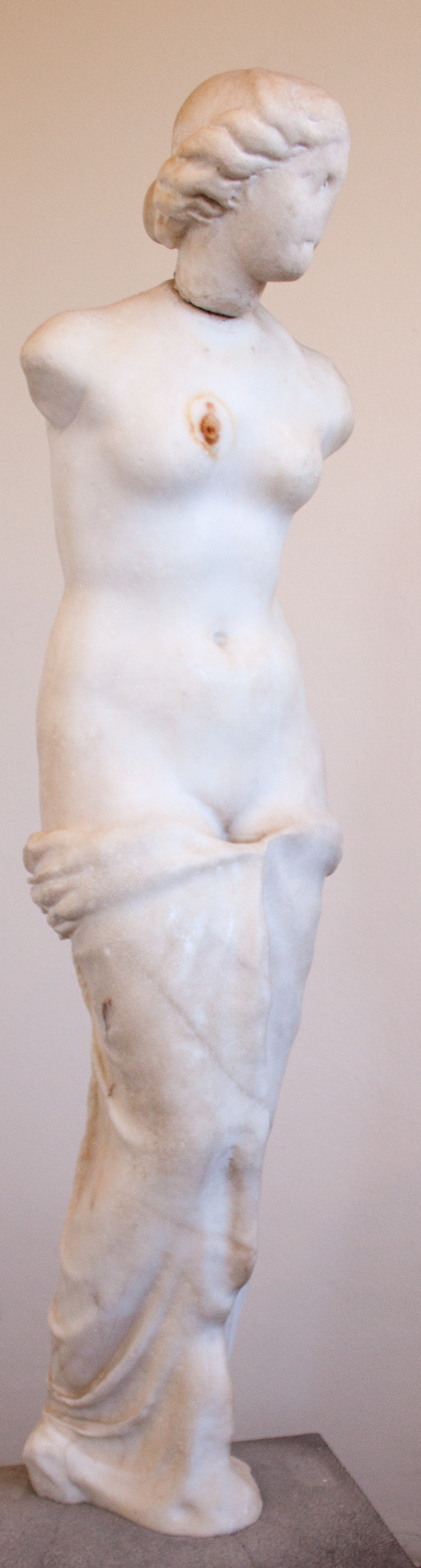
Az évezredeket a tengerben átvészelt Aphrodité

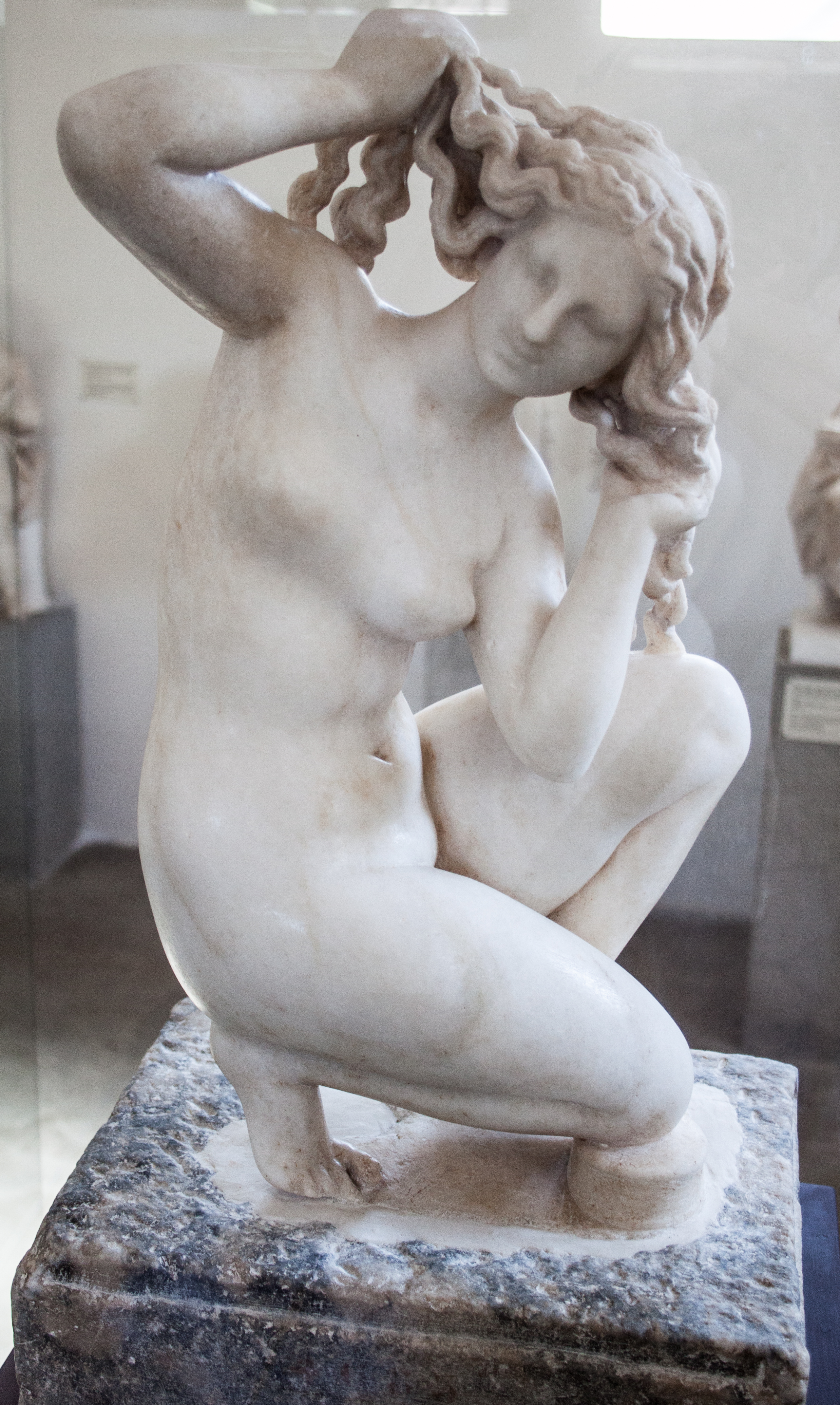
A fürdőző Vénusz, a múzeum emblematikus kincse

A múzeum nagyterme, ami eredetileg a fő kórterem volt, jelenleg középkori sírkövek és a nagymesterek, lovagok fennmaradt címer-ábrázolásainak bemutató helye. Az egyik csatlakozó teremben, ami korábban a kórház konyhájaként szolgált, az archaikus és a klasszikus korból származó (i. e. 6-5. század) szobrokat láthat a közönség. Ezeket túlnyomórészt Kamiroszban találták. Stílusuk nem egységes, egyesek közülük a Kikládokról származó vagy jón hatásokat mutatnak, de néhány közülük nagy valószínűséggel helyi művész alkotása.
A klasszikus görög szobrászat Parthenón utáni virágzása gyorsan eljutott Rodosz szigetére is. Ezt a korszakot Krito és Timariszta, valamint Kalliariszta híres ábrázolásai képviselik a múzeumban, i. e. 5. és 4. századi sírköveken, de olyan színvonalon, ami már feltételezi egy fejlett művészi tradíció létezését a szigeten.
A következő termekben a hellenisztikus kor alkotásai sorakoznak. Stílusban és korban ezek közé tartozna a párizsi Louvre kincse, a Szamothrakéi Niké is, ami nagy valószínűséggel rodoszi szobrász alkotása, valamint a Laokoón-csoport, a rodoszi Hagészandrosz, Athénodórosz és Polüdórosz műve az i. e. 2. századból. A hellenisztikus kor művészi irányzatainak egyikét a jóval későbbi barokkhoz hasonlítják. Ezt az irányzatot képviseli a múzeum egyik híres darabja, a Héliosz-fej, amelynek vonásai Nagy Sándoréra emlékeztetnek. Ugyancsak híres a „szégyenlős Aphrodité”, típusú kultuszszobroknak az a darabja, amit Rodosz város partjai előtt a tengerben találtak és magán viseli a hosszú tengeri erózió nyomait, valamint a fürdőző Aphrodité szobra, ami egy i. e. 3. századi szobor i. e. 1. századi újraalkotása, immár a művészettörténészek által a kor rokokójának nevezett stílusban.

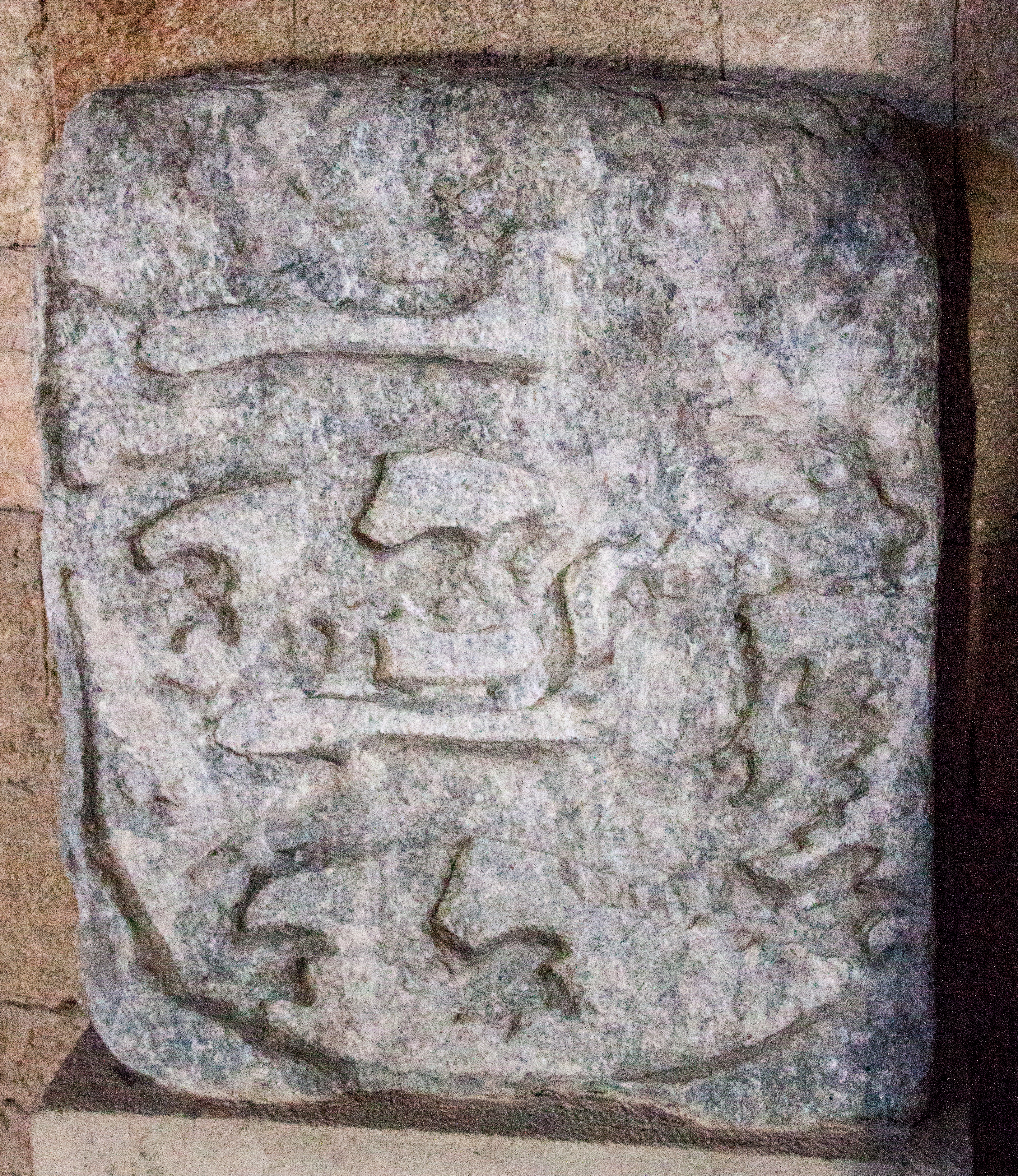
Philibert de Naillac nagymester címere az általa építtetett kikötőbástyáról
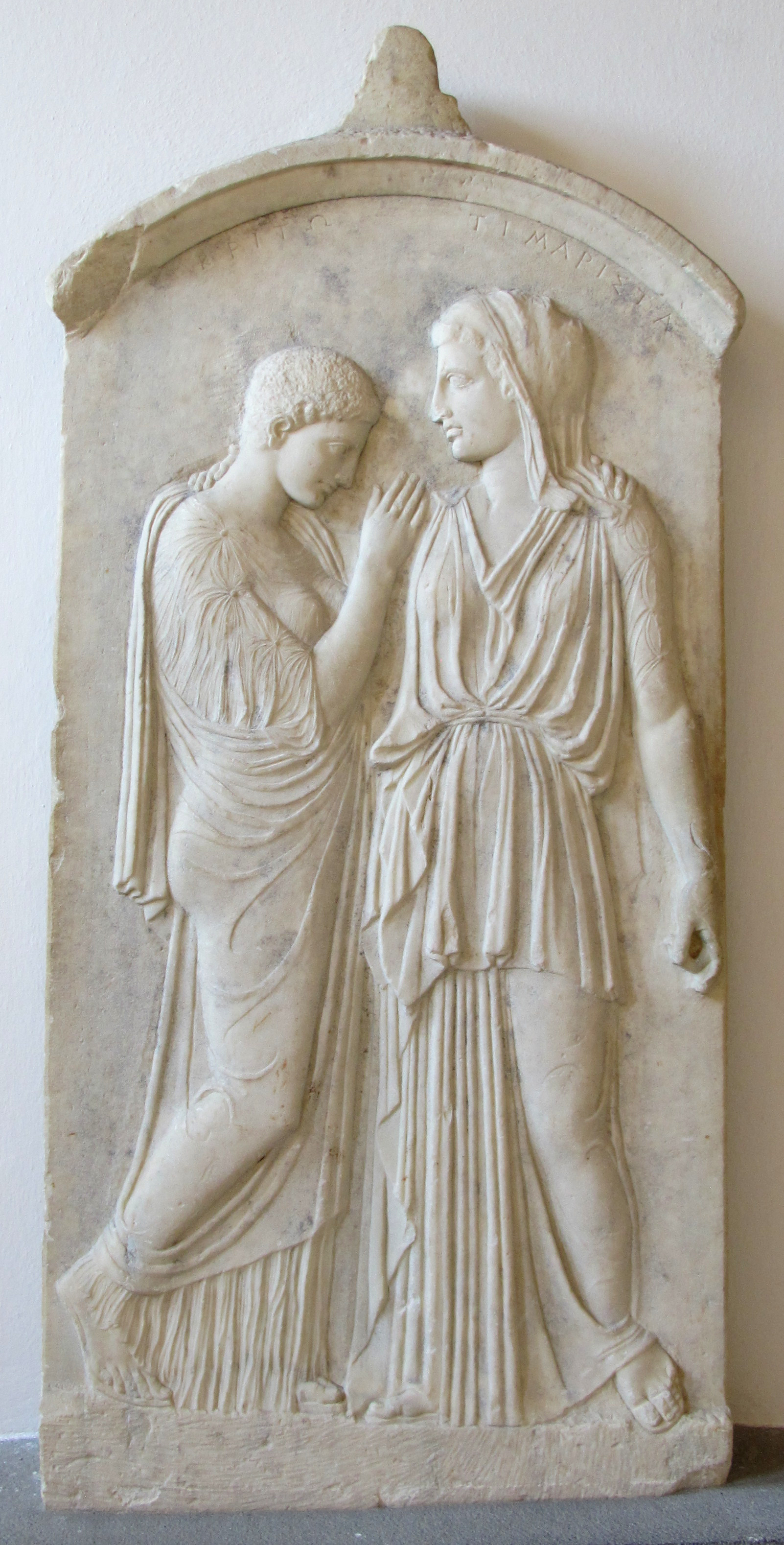
Krito és Timariszta - sírkő Kamiroszból, i. e. 420-410
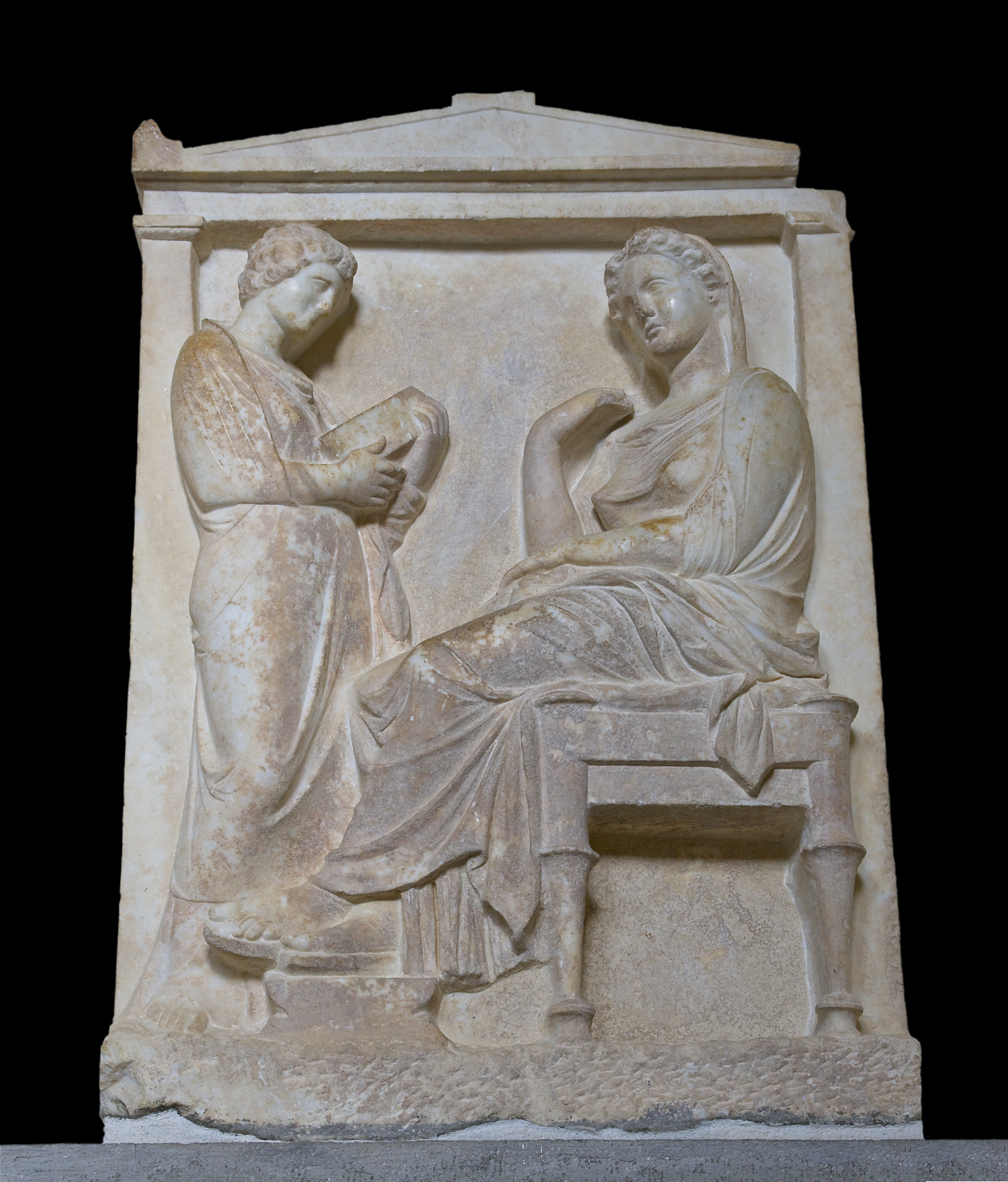
Kalliariszta sírköve Rodosz, az új közös település temetőjéből, i. e. 4. század első fele
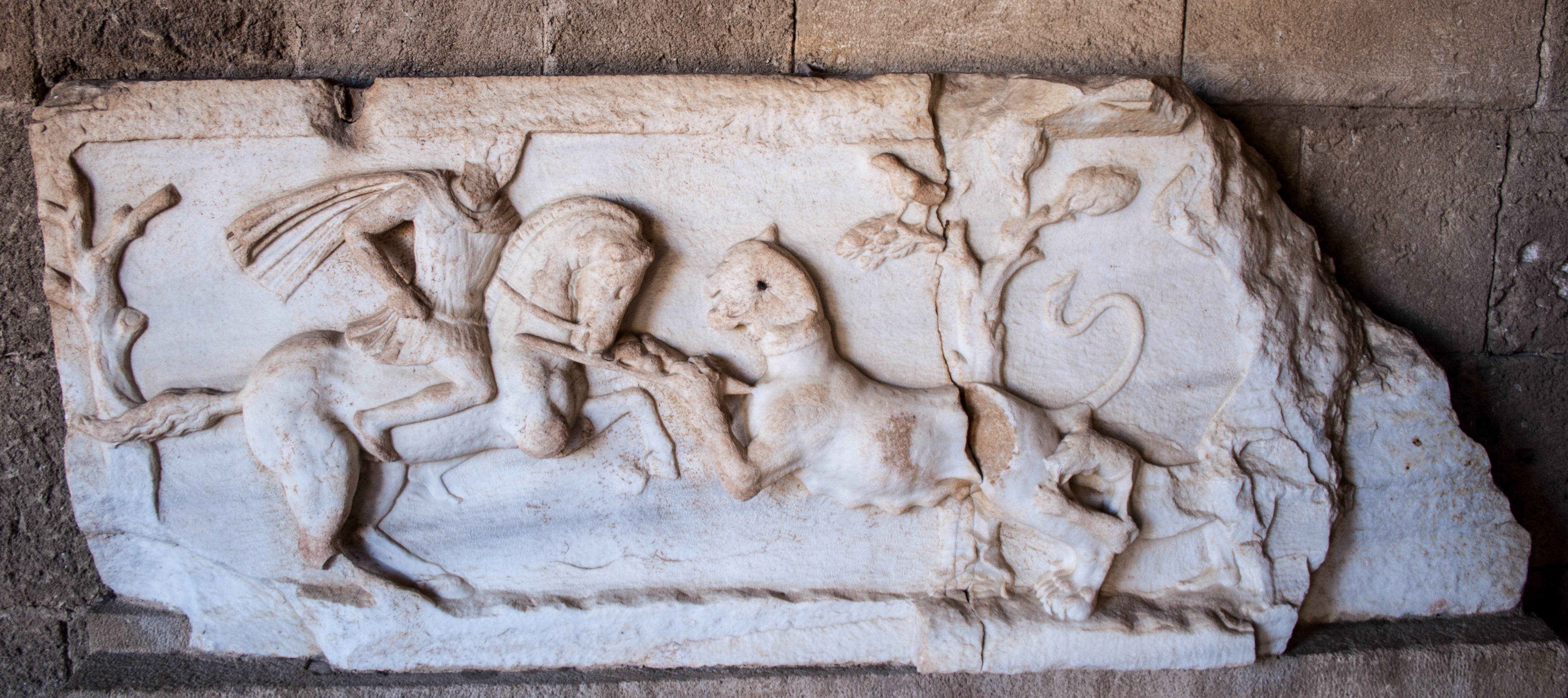
Hellenisztikus dombormű vadászjelenettel
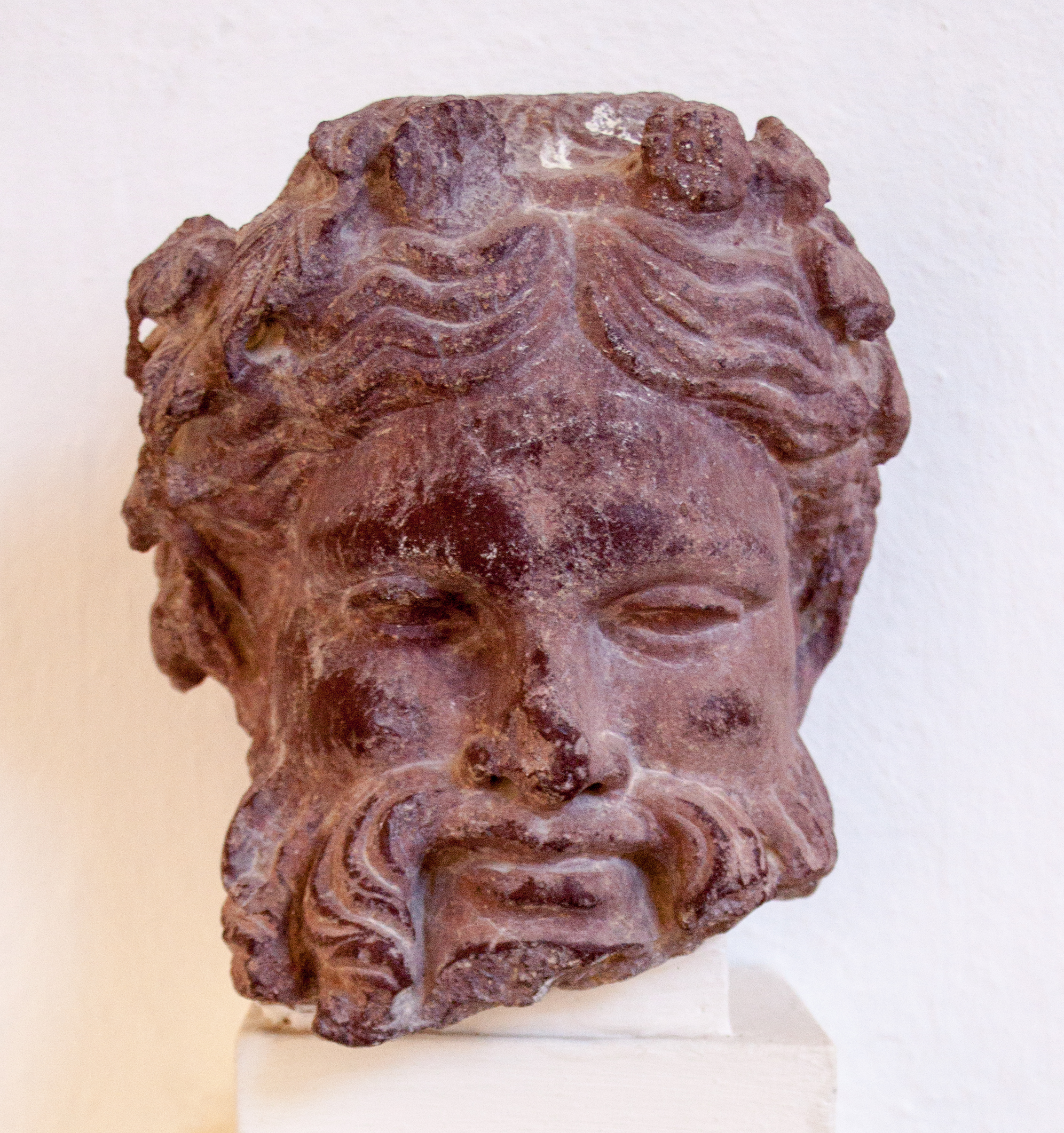
Italos Bacchus ábrázolása
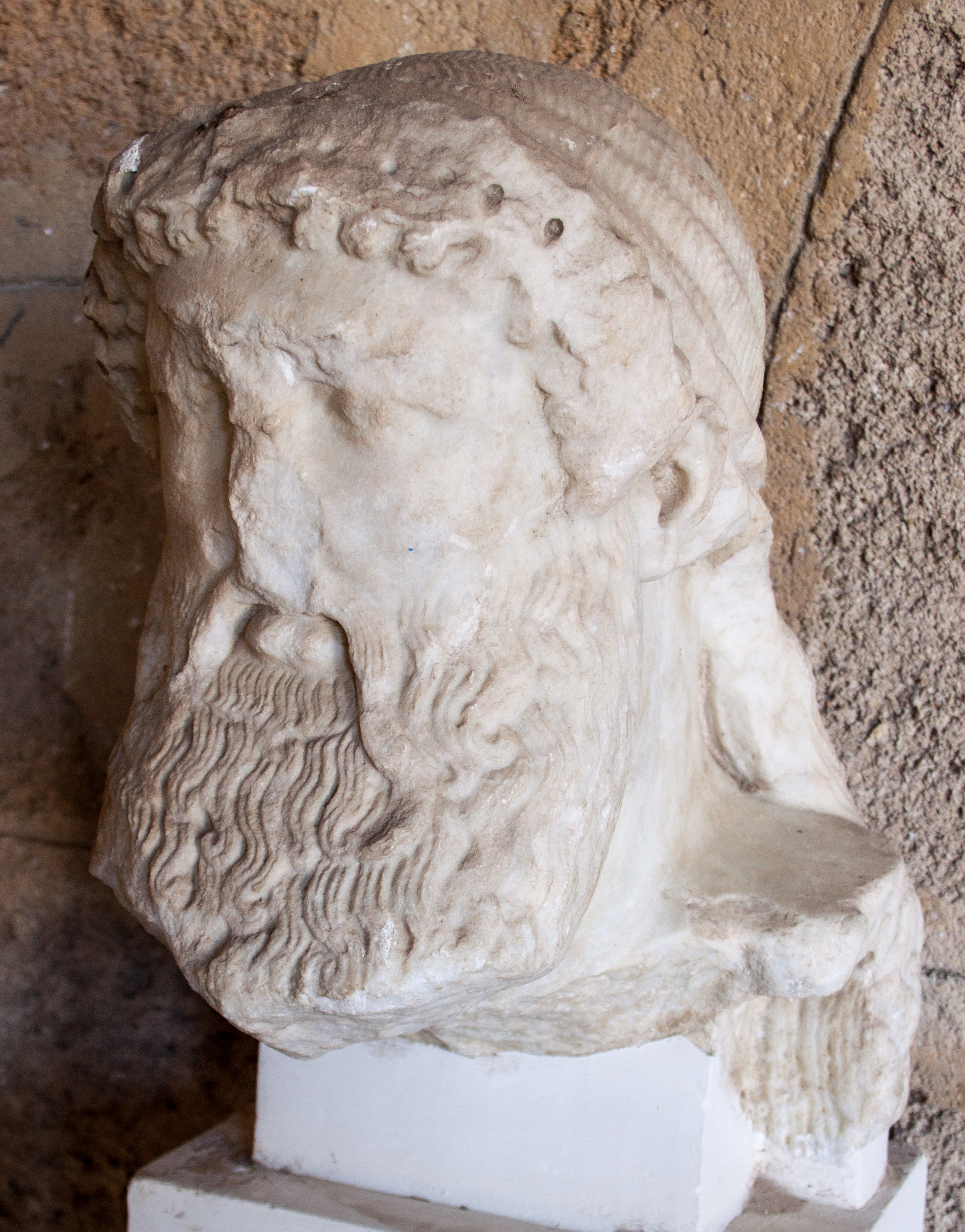
Hermész-fej
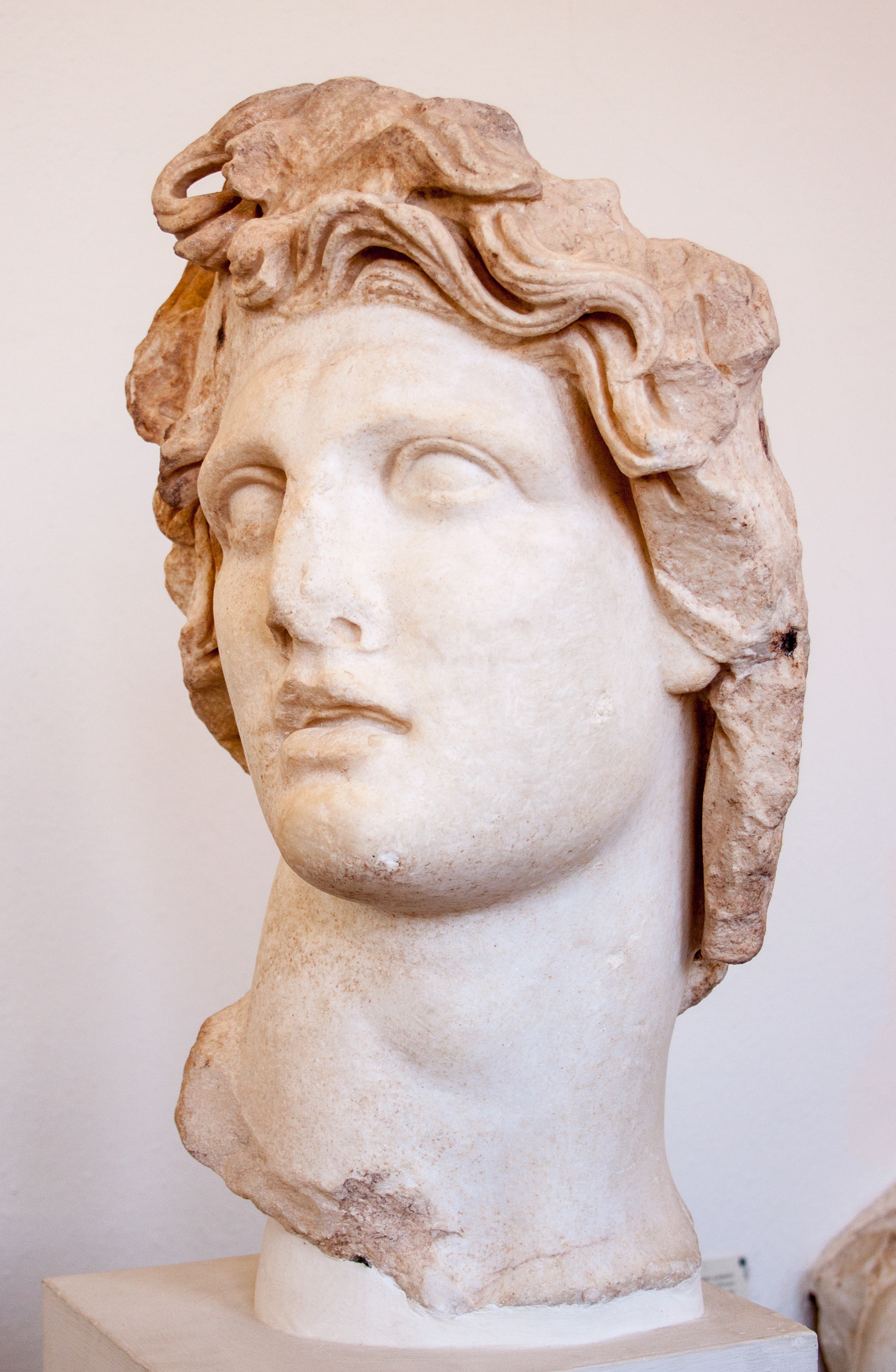
A Nagy Sándorra hasonlító Héliosz-fej
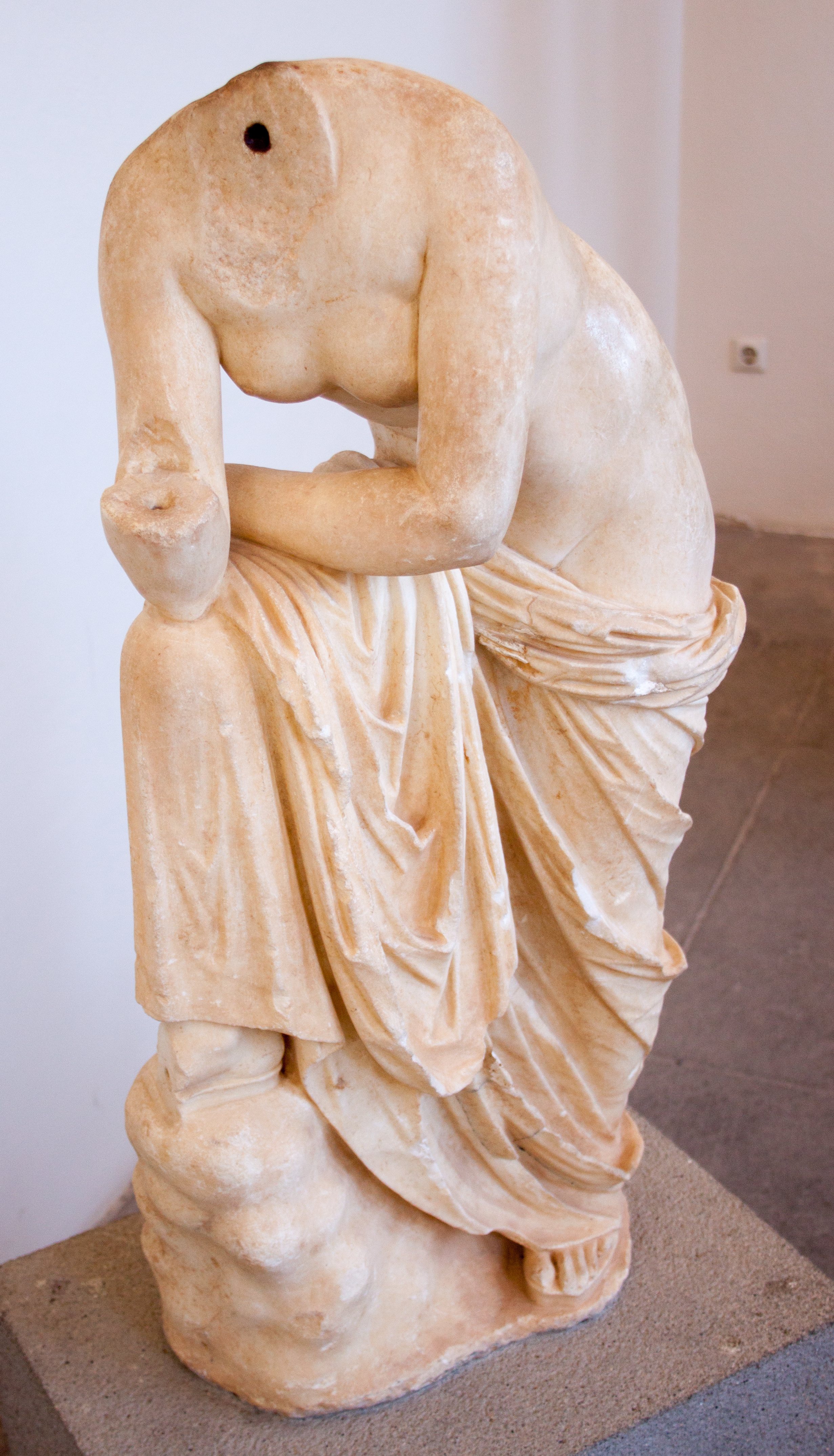
Rodoszi típusú nimfa vagy Aphrodité

### Temetkezések, kerámiák

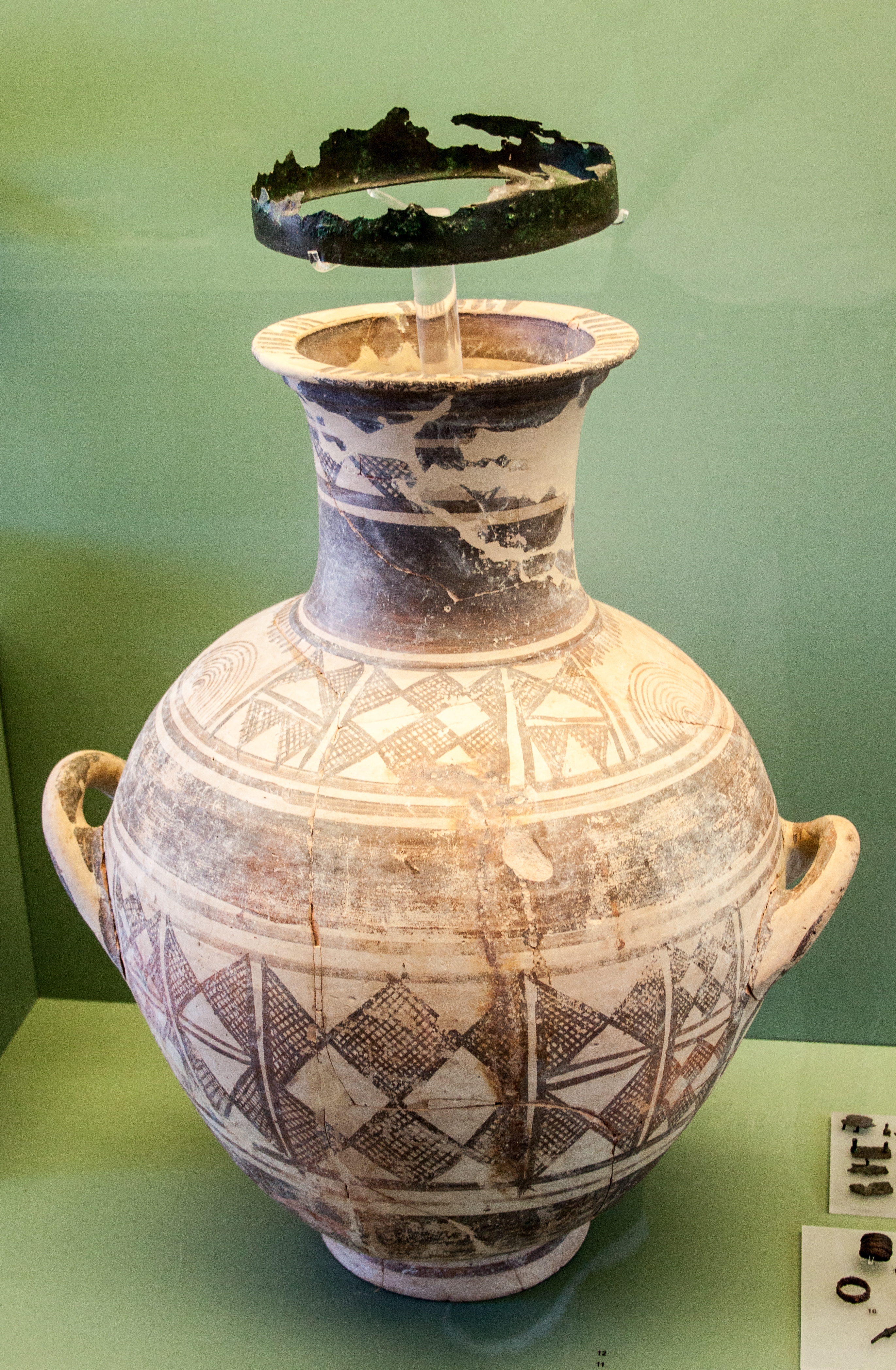
Harcos urnája az i. e. 9. századból

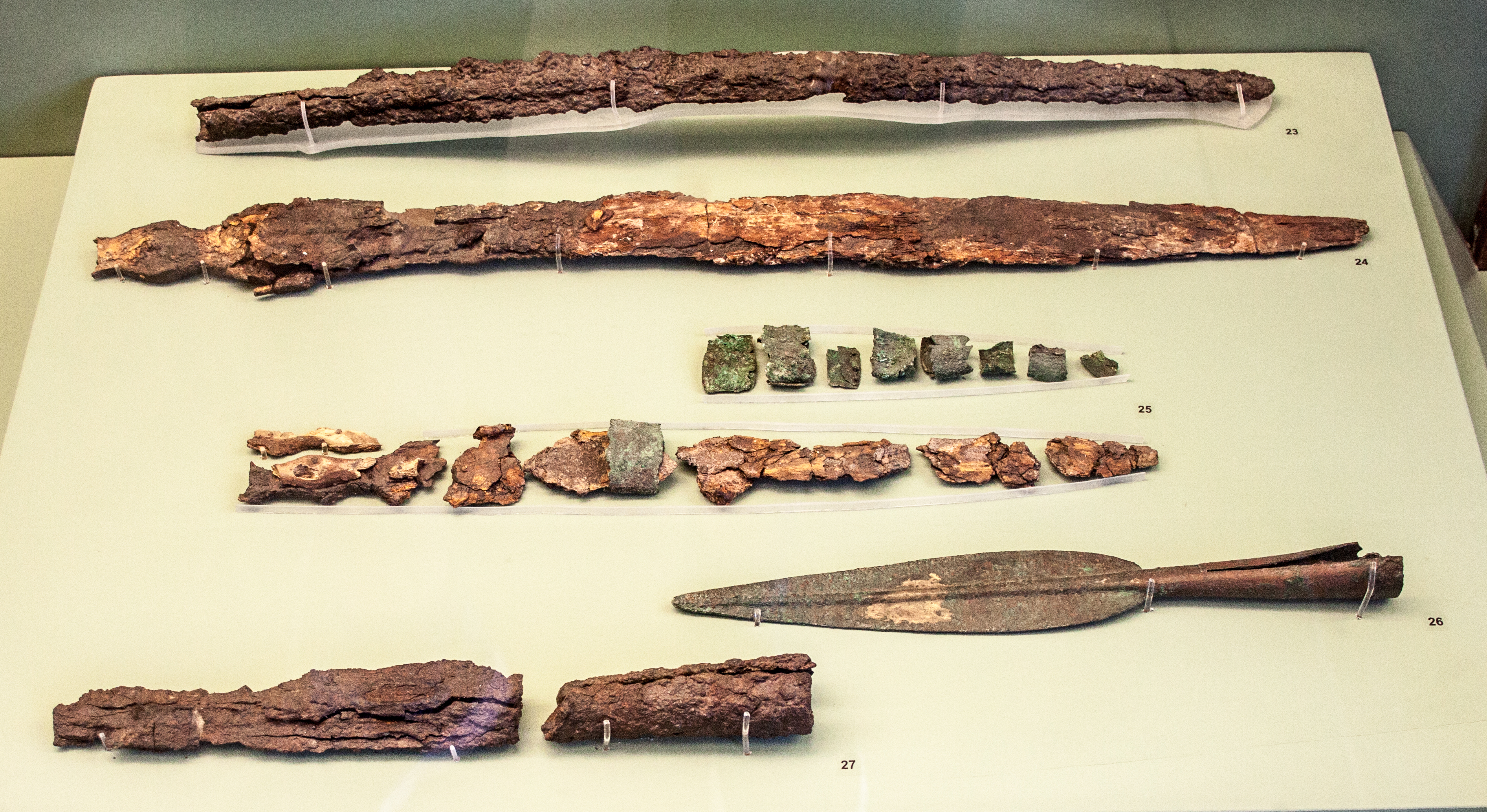
Fegyvermaradványok az urnából

A főépület emeleti részének kisebb termeit főleg a jaliszószi és kamiroszi temetkezésekből illetve áldozati kutakból származó leletek töltik meg.
Jaliszósz a sziget északi részének városállama volt; a területet Jalisziának is nevezték. Az ókori települést magát még nem sikerült feltárni, részben azért, mert a házak kőanyagát – mint sokfelé másutt is – a történelem során újra meg újra felhasználták az adott korok új építkezéseihez. Azonban több jelentős temetőt is feltártak, a mükénéi korszaktól kezdődően, a két világháború közötti évtizedekben lefolytatott, valamint a 20. század végén újra kezdett ásatások során.
A kerámiák jellegzetes díszítéséről geometrikus kornak is nevezett időszakban (az i. e. 10. század végétől az i. e. 8. század közepéig) Jaliszószban a halottakat elhamvasztották és nagy korsókban, urnákban földelték el. Az edényekbe helyezett mellékletek jól tanúskodnak az eltemetett személyek társadalmi állásáról. A harcosok mellé fegyvereket, az asszonyok mellé ékszereket, gyakran egyiptomi hatást tükröző fajansz dísztárgyakat helyeztek. A kerámiák stílusa attikai és ciprusi hatást mutat (1. számú terem).
A következő időszakban (i. e. 8. század közepe – i. e. 550) a hamvasztást magában a sírgödörben végezték és a maradványok mellé helyezték az útravalóul adott tárgyakat. Csak a gyermekek számára tartották fenn a korsós temetkezést. A mellékletek szoros föníciai kapcsolatokról is árulkodnak (2-3. termek). I. e. 550-től teljesen elhagyták a hamvasztás szokását, és szarkofágokba kezdtek temetkezni. Változás mutatkozik a sírmellékletekben is: az addigi főleg korinthoszi vázákat és alabasztronokat attikai eredetű termékek váltották fel (6-7. termek).